# A. R. McCabe
A. R. McCabe (* 1. Juni 1896 in New Westminster, British Columbia, Kanada; † 24. Mai 1985 in St. Maries, Idaho) war ein US-amerikanischer Politiker. In den Jahren 1946 und 1947 war er Vizegouverneur des Bundesstaates Idaho.

## Werdegang
A. R. McCabe lebte zunächst in Sedro-Woolley im Staat Washington, ehe er nach Plummer in Idaho kam, wo er die High School besuchte. Danach studierte er an der University of Idaho. Während des Ersten Weltkrieges diente er in der United States Navy. Er war für einige Zeit als Lehrer im Benewah County tätig, bevor er bis 1926 an der University of Oregon Zahnmedizin studierte. Im selben Jahr begann er in St. Maries als Zahnarzt zu praktizieren. Diesen Beruf übte er bis zum Eintritt in den Ruhestand im Jahr 1972 aus. Politisch schloss er sich der Demokratischen Partei an. In den 1930er Jahren war er Bürgermeister von St. Maries; Anfang der 1940er Jahre saß er als Abgeordneter im Repräsentantenhaus von Idaho. Im Jahr 1943 führte er die dortige demokratische Fraktion.
Nach dem Rücktritt von Gouverneur Charles Gossett übernahm Vizegouverneur Arnold Williams entsprechend der Staatsverfassung dessen Amt. Gossetts Rücktritt war eine abgesprochene Sache mit Williams, der seinen Vorgänger sofort nach seinem Amtsantritt zum Nachfolger des verstorbenen US-Senators John W. Thomas ernannte. Williams übte das Amt des Gouverneurs zwischen dem 17. November 1945 und dem 6. Januar 1947 aus. An seine Seite als Vizegouverneur wurde McCabe gewählt, der diesen Posten zwischen dem 20. März 1946 und ebenfalls dem 6. Januar 1947 bekleidete.
Anschließend gehörte McCabe dem Senat von Idaho an, wo er ebenfalls demokratischer Fraktionschef war. In den 1950er Jahren war er Mitglied im Bildungsausschuss seines Staates und Vorstandsmitglied der University of Idaho. Außerdem wurde er Präsident der Idaho State Dental Association. A. R. McCabe starb am 24. Mai 1985 in St. Maries.